# Sokoli vrch
Sokolí vrch – wzniesienie o wysokości 967m n.p.m. w Czechach w Górach Złotych w Sudetach Wschodnich, leżące w bocznym grzbiecie Gór Złotych.

## Położenie
Wzniesienie w południowo-wschodniej części Gór Złotych w Sudetach Wschodnich w środkowej części Sokolskiego grzbietu czes. Sokolského hřbetu odchodzącego na południowy wschód prostopadle od głównego grzbietu, około 5,1 km, na północny zachód od centrum miejscowości Jesionik, (czes. Jeseník).

## Fizjografia
Wzniesienie o kopulastym kształcie z wyrazistym wierzchołkiem oraz nieregularnej rzeźbie i ukształtowaniu o stromych zboczach. Wyrasta w bliskiej odległości od wzniesień: Na Radosti, wznoszącym się po południowo-zachodniej stronie i Studniční vrch po południowej stronie. Stanowi trzecią, kulminacją rozległego masywu, w którym jest położony. Strome zbocza: wschodnie, północne i zachodnie schodzą w kierunku dolin rzecznych. Zbocze zachodnie do doliny potoku Mariánský potok, wschodnie do doliny potoku Lubina. Zbocze południowe nieznacznie opada i przechodzi łagodnie w północne zbocze wzniesienia Studniční vrch (992 m n.p.m.), od którego oddzielone jest niewielkim siodłem (930 m n.p.m.). Na zboczu zachodnim na poziomie 850 m n.p.m. położona jest strefa źródliskowa rzeki Mariánský potok. Cała powierzchnia wzniesienia porośnięta jest w większości naturalnym lasem mieszanym regla dolnego, a w partiach szczytowych świerkowym regla górnego z niewielką domieszką drzew liściastych.Położenie wzniesienia, kształt i część szczytowa z rzadko rosnącymi drzewami, czynią wzniesienie rozpoznawalnym w terenie.

## Budowa geologiczna
Wzniesienie zbudowane ze skał metamorficznych, głównie z gnejsów, fyllitów i amfibolitów oraz łupków krystalicznych. Zbocza wzniesienia pokrywa niewielka warstwa młodszych osadów glin, żwirów, piasków i lessów z okresu zlodowaceń plejstoceńskich i osadów powstałych w chłodnym, peryglacjalnym klimacie.

## Inne
- W przeszłości wzniesienie nosiło nazwę: niem Nesselkoppe (Falkenberg).
- Wzniesienie stanowi teren źródliskowy. W obrębie wzniesienia występuje kilka zbadanych i nazwanych źródeł, studzienek[2] oraz wycieków zmineralizowanej wody[3].

## Turystyka
Obok szczytu prowadzą znakowane szlaki turystyczne.
- czerwony - przechodzi południowo-zachodnim zboczem w odległości około 400 metrów od wierzchołka.
- żółty – szlak turystyczny prowadzący z miejscowości Žulová do Jesionik, dochodzący do siodła przed południowym zboczem.
- Na szczycie położony jest  punkt widokowy na zachodnią stronę[4].
- Północnym  zboczem około 500 m poniżej szczytu prowadząścieżki rowerowe Rychlebské stezky.
- Na szczyt oraz do punktu widokowego można dojść nieznakowaną ścieżką od czerwonego szlaku.